# Raf Montrasio
Giancarlo Montrasio, in arte Raf (Cesano Maderno, 23 marzo 1929 – Legnano, 23 ottobre 2015), è stato un chitarrista italiano.

## Biografia
La sua carriera inizia nel secondo dopoguerra come violinista e contrabbassista nel complesso "I ragazzi del jazz" di cui faceva parte anche Arnaldo Piuri detto Ciato, pianista ed arrangiatore. 
Viene ingaggiato da Felice Daccò nella sua orchestra che si esibisce a "La Capannina" di Milano.
Suona successivamente con l'orchestra di Franco Cerri dedicandosi allo studio della chitarra. Durante questa esperienza acquisisce lo stile caratteristico che lo accompagnerà per tutta la sua carriera.

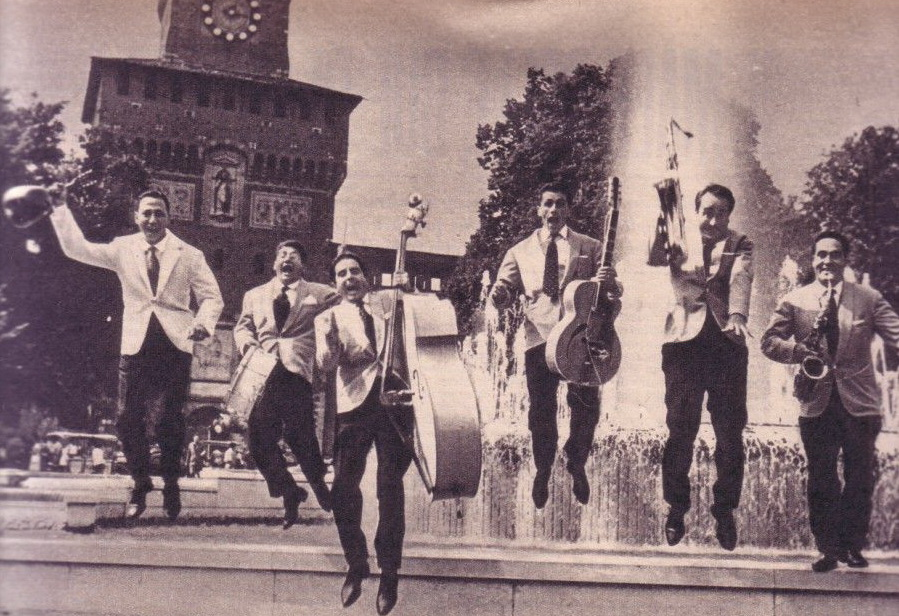
Raf Montrasio (4° da sn) con il complesso di Renato Carosone

Dal 1953 al 1956 fa parte dell'orchestra del cantante-chitarrista Armandino Zingone.
Nel 1956 entra nel sestetto di Renato Carosone. Il prestigio del nuovo complesso fara' salire il suo compenso da 1.800 lire a 15.000.
Con Carosone si esibisce nei più importanti night club italiani frequentati da importanti artisti del tempo quali Bruno Martino, Sergio Endrigo (con l'orchestra di Riccardo Rauchi), Marino Marini, Fred Buscaglione, Don Marino Barreto Junior, e Van Wood.
La strumentazione di Raf Montrasio era solitamente composta da una chitarra Höfner con pick-up De Armond e un amplificatore Binson, coi quali otteneva sonorità ispirate ai chitarristi statunitensi dell'epoca come Les Paul e Duane Eddy.
Il suono brillante della chitarra di Raf, chiaro e moderno, con un largo uso di note stoppate, caratterizzò molte delle canzoni di Carosone. A causa delle lamentele dei registi televisivi per l'eccessivo ingombro della sua Höfner, si fece costruire da Mogar (Monzino e Garlandini-Milano) una chitarra munita di pick-up Gibson.
Con Carosone suono' anche il mandolino e, nelle registrazioni in studio, il contrabbasso,.
Dal 1956 fino al 1960 viagga e si esibsce in tutto il mondo. Nel 1958, suona alla Carnegie Hall di New York: primo concerto pop nella storia della prestigiosa sala da concerto newyorchese.
Nelle tournée ha modo di esibirsi con i grandi della musica internazionale, da Nat King Cole a João Gilberto.
Sempre negli USA, furono numerose le apparizioni in spettacoli televisivi come il Perry Como Show e The Ed Sullivan Show.
Raf concluse la sua carriera di chitarrista professionista a metà degli anni settanta, tornando a suonare con l'amico d'infanzia Arnaldo Ciato; da anni gestiva un negozio di strumenti musicali a Busto Arsizio.
È morto nel 2015 all'età di 86 anni, vittima di un malore occorsogli mentre rientrava a casa in auto.

## Discografia

### Album in studio
- 2008 - Spaghetti alla chitarra